# Лопастица
Лопастица — озеро на северо-западе Тверской области, расположенное на территории Пеновского района.
Расположено в западной части района в 37 км к северо-западу от районного центра, поселка Пено. Лежит на высоте 234,6 метров. Длина озера около 3,5 км, ширина до 1,2 км. Площадь водной поверхности — 1,72 км². В озеро впадает река Мачнина, вытекающая из озера Закачужье и река Горские Устья, вытекающая из озера Заболотье. Площадь водосбора озера составляет 85,8 км². Южная часть Лопастицы соединяется с озером Витьбино. В средней части озера расположен вытянутый остров. На юго-западном берегу расположена нежилая деревня Михайловщина.

## Данные водного реестра
По данным государственного водного реестра России относится к Верхневолжскому бассейновому округу, водохозяйственный участок реки — Волга от истока до Верхневолжского бейшлота, речной подбассейн реки — Волга до Рыбинского водохранилища. Речной бассейн реки — (Верхняя) Волга до Куйбышевского водохранилища (без бассейна Оки).
Код водного объекта в государственном водном реестре — 08010100111110000000261.